# Ben Stein
Benjamin Jeremy Stein (Washington D.C., 25 november 1944) is een Amerikaans acteur en presentator. Hij is de  zoon van de econoom Herbert Stein.
Van 1997 tot en met 2002 presenteerde hij het spelprogramma Win Ben Stein's Money, waarvoor hij in 1999 een Daytime Emmy Award won en in 2001, 2002 en 2003 hiervoor opnieuw werd genomineerd. Kenmerkend voor Stein is zijn monotone stemgeluid. Dit liet hij horen als de zijn leerlingen vervelende leraar economie in de film Ferris Bueller's Day Off, maar ook tijdens zijn werk als stemacteur voor verschillende animatieseries.
Stein trouwde in 1968 met Alexandra Denman. Hoewel zij in 1974 van elkaar scheidden, hertrouwden ze drie jaar later. Samen kregen ze in 1987 een zoon, Tommy.

## Filmografie
*Exclusief televisiefilms
| - Son of the Mask (2005) - Santa vs. the Snowman 3D (2002) - Osmosis Jones (2001) - Wakko's Wish (1999) - A Smile Like Yours (1997, stem) - House Arrest (1996) - Casper (1995) - Miami Rhapsody (1995) - Ri¢hie Ri¢h (1994) - The Mask (1994) - North (1994) - Mr. Write (1994) | - My Girl 2 (1994) - Me and the Kid (1993) - Dennis the Menace (1993) - Honeymoon in Vegas (1992) - Soapdish (1991) - Ghostbusters II (1989) - Easy Wheels (1989) - Frankenstein General Hospital (1988) - Planes, Trains & Automobiles (1987) - Ferris Bueller's Day Off (1986) - The Wild Life (1984) |

## Televisieseries
*Exclusief eenmalige gastrollen
- The Fairly OddParents - The Pixies (2004-2008, zes afleveringen - stem)
- The Emperor's New School - Mr. Purutu (2006-2007, drie afleveringen - stem)
- Duckman: Private Dick/Family Man - Dr. Ben Stein (1996-1997, negen afleveringen - stem)
- Earthworm Jim - Verschillende (1995-1996, zeven afleveringen - stem)
- Hearts Afire - Mr. Starnes (1993-1994, twee afleveringen)
- The Wonder Years - Mr. Cantwell (1989-1991, twaalf afleveringen)
- Charles in Charge - Stanley Willard (1987-1990, vier afleveringen)

- Biblioteca Nacional de España: XX6299697
- Bibliothèque nationale de France: cb12069534j (data)
- Gemeinsame Normdatei: 133593193
- International Standard Name Identifier: 0000 0000 7359 383X
- Library of Congress Control Number: n50023471
- Bibliotheek van het Japanse parlement: 00970714
- Nationale Bibliotheek van Tsjechië: vse2012737063
- Nationale bibliotheek van Australië: 35664945
- Nationale Bibliotheek van Israël: 987007308954705171
- Nederlandse Thesaurus van Auteursnamen: 069660727
- Réseau des bibliothèques de Suisse occidentale: 02-A003860853
- Système universitaire de documentation: 028970101
- Virtual International Authority File: 32019488
- WorldCat: E39PBJqBkxBQJrXcjgbqDbg7pP